# Brachylophon curtisii
Brachylophon curtisii là một loài thực vật có hoa trong họ Malpighiaceae. Loài này được Oliv. mô tả khoa học đầu tiên năm 1887.